# 法師 (佛教)
法師，佛教出家眾的頭銜之一，原来指能精通、研习佛法，能為俗人解說佛法者。今日通常以“法师”泛用來作為佛教僧侶的敬稱。

## 词源
梵语原意是诵持师，和巴利语非来自同一词根，後者的对应梵语词根是、，意譯皆爲誦者、論述者、說者。雖然來自的詞根不同，但兩者的意義都是“受持、读诵、解说佛法者”。
據考證，巴利語中的“法師”幾乎只有一種說法，而在梵語中，作為“新的用語”具有壓倒性的優勢，反而是作為“非常古老的用语”，用例極其稀少，以至於鳩摩羅什翻譯《法華經》時將這一“非常难得且珍贵的例子”翻譯做“說法人”，而與示別。
另外，台灣學僧釋繼坤認為“法師”一詞對應的梵語並非僅僅來自和，根據考證，經文中的梵語“dharma-deśaka”（法-導師），“kalyana-mitra”（善知識、善友） 及 “dharma-saṃgha”（法-僧）也曾譯為“法師”。而也曾翻譯成“善師”、“說法師”等。

## 概論
一般通曉經、論或律之行者，分別稱為經師、論師或律師；在有部《根本說一切有部毘奈耶》卷一三中，比丘分為經師（經藏精通者）、律師（律藏精通者）、論師（論藏精通者）、法師（善於講法者）、禪師（精通禪修者），一共五類；不過在漢傳佛教中，經師與論師，未能成為顯著的類別，律師、法師及禪師，較為風行。
佛教裡的頌經和尚亦稱法師，手持佛塵或鈴、法器、敲鐘、打鼓等儀式，口中念佛經、咒等，进行祈福、消災、解厄、護佑、求平安或普渡等法事。

## 其他稱呼
對道安、慧遠等學問德行高深者，通常敬稱為法師，對鳩摩羅什、玄奘等對翻譯經藏有卓然貢獻之大譯經師，則多稱三藏法師（梵語：tripiṭaka-ācārya；巴利語：tipiṭaka-ācariya；原意均是“三藏教授師阿阇梨”），以別於禪師、律師等稱呼。當代一般人，多將法師一詞泛用為對佛教僧侶的敬稱。

## 資格條件
關於法師之資格，據《瑜伽師地論》卷八十一、《十住毗婆沙論》卷七、澄觀之《華嚴經疏》卷四十三等所載，必須具備下列條件：
- 具足法師十德，則能成就眾相圓滿，即：
  - 善知法義、
  - 能廣宣說、
  - 處眾無畏、
  - 無斷辯才、
  - 巧方便說、
  - 法隨法行、
  - 威儀具足、
  - 勇猛精進、
  - 身心無倦、
  - 成就忍力。
- 行四法，即：
  - 廣博多學，能持一切言詞章句。
  - 善知世間、出世間諸法生滅之相。
  - 得禪定智慧，於諸種經法中，能隨順而無諍。
  - 不增不減如法而行，言行一致。

就法師之類別而論，據《法華經》卷四法師品、卷六法師功德品載，依法師之專長及其弘法之差異可分為受持、讀經、誦經、解說、書寫等五種，稱為五種法師。然後世則演成書寫、供養、施他、聽、披讀、受持、正開演、說、誦、思修等十種法師。　